# Gare de Munich-Feldmoching
La gare de Munich-Feldmoching (en allemand : Bahnhof München-Feldmoching) est une gare ferroviaire de la Ligne München–Regensburg (de). Elle est située dans le secteur Feldmoching-Hasenbergl à Munich en Allemagne.
Mise en service en 1909, c'est une gare du S-Bahn de Munich depuis 1972, elle est desservie par les trains de la ligne S1 et elle est en correspondance directe avec la station Feldmoching desservie par les rames de la ligne U2 du métro de Munich.

## Situation ferroviaire
La gare de Munich-Feldmoching est située au point kilométrique (PK) 14,562 de la Ligne München–Regensburg (de), entre la gare de Munich-Fasanerie et la gare d'Oberschleißheim (de).
Elle dispose de trois voies à quais avec un quai latéral et un quai central.

## Histoire
La gare de Feldmoching est mise en service le 9 février 1909.
Après d'importants travaux sur les voies et dans la gare, elle devient une gare du S-Bahn de Munich le 28 mai 1972. Desservie par la ligne S1.

## Service des voyageurs

### Accueil
La station dispose d'accès à l'est et à l'ouest, donnant sur un hall sous les voies. Les accès sont équipés d'escaliers et d'escaliers mécaniques. Des ascenseurs permettent l'accessibilité aux personnes à la mobilité réduite.

### Desserte
Munich-Feldmoching est desservie par les trains de la ligne S1 du S-Bahn de Munich.

Installations
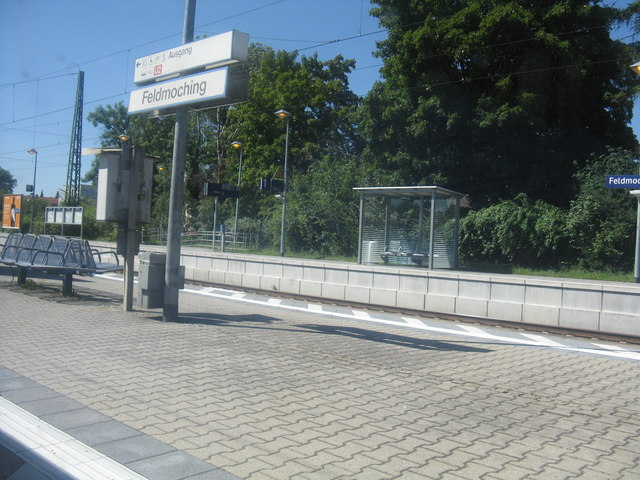
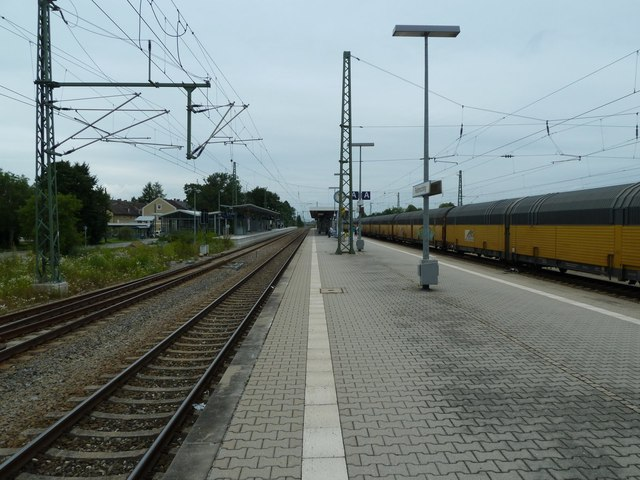
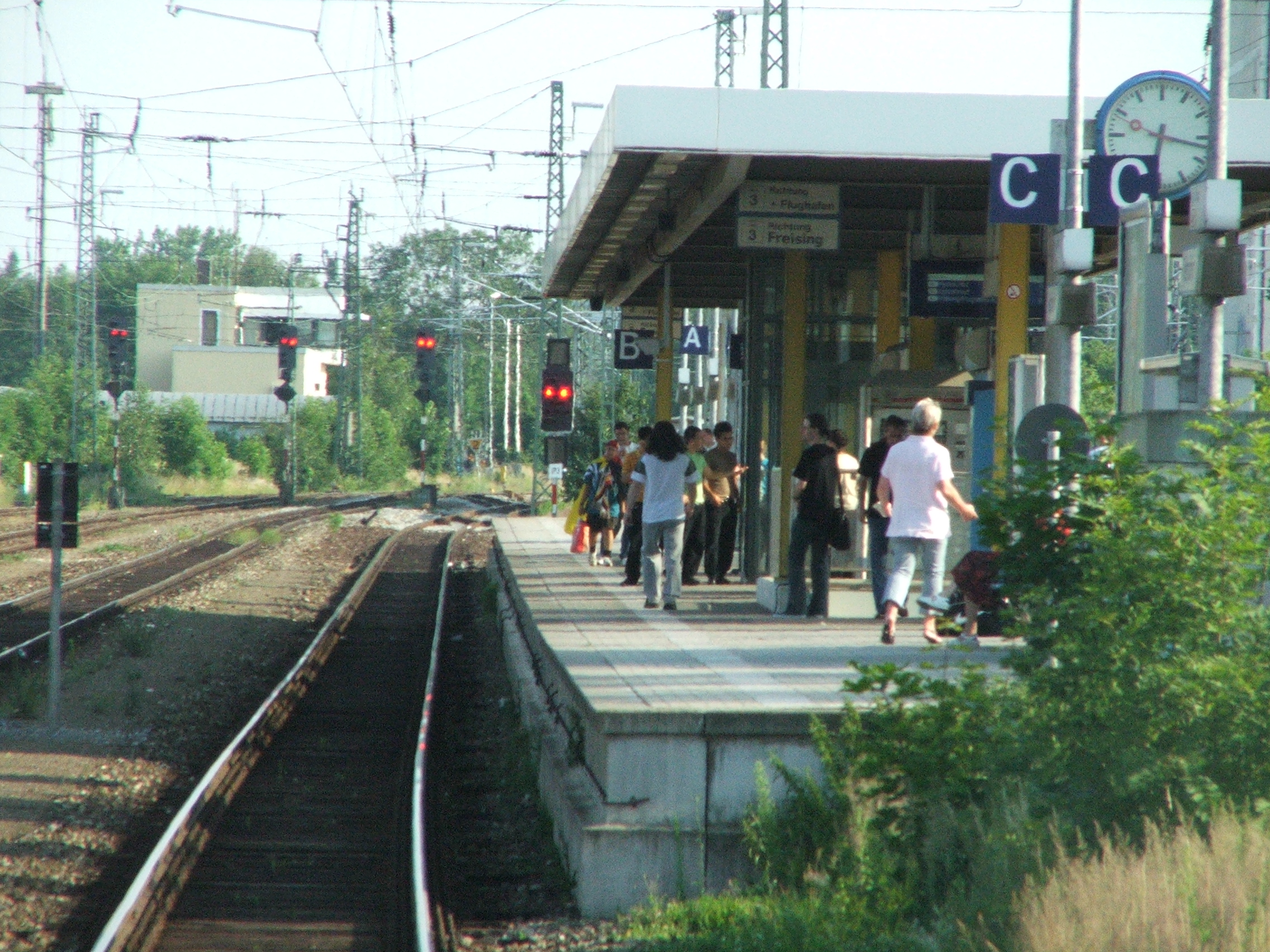

### Intermodalité
La gare est en correspondance directe avec la station Feldmoching terminus de la ligne U2 du métro de Munich. Une gare routière est desservie par les bus des lignes 170, 171, 172, 173 et N41. À proximité il y a des abris pour les vélos et un parking P+R pour les véhicules